# Météorologie forestière

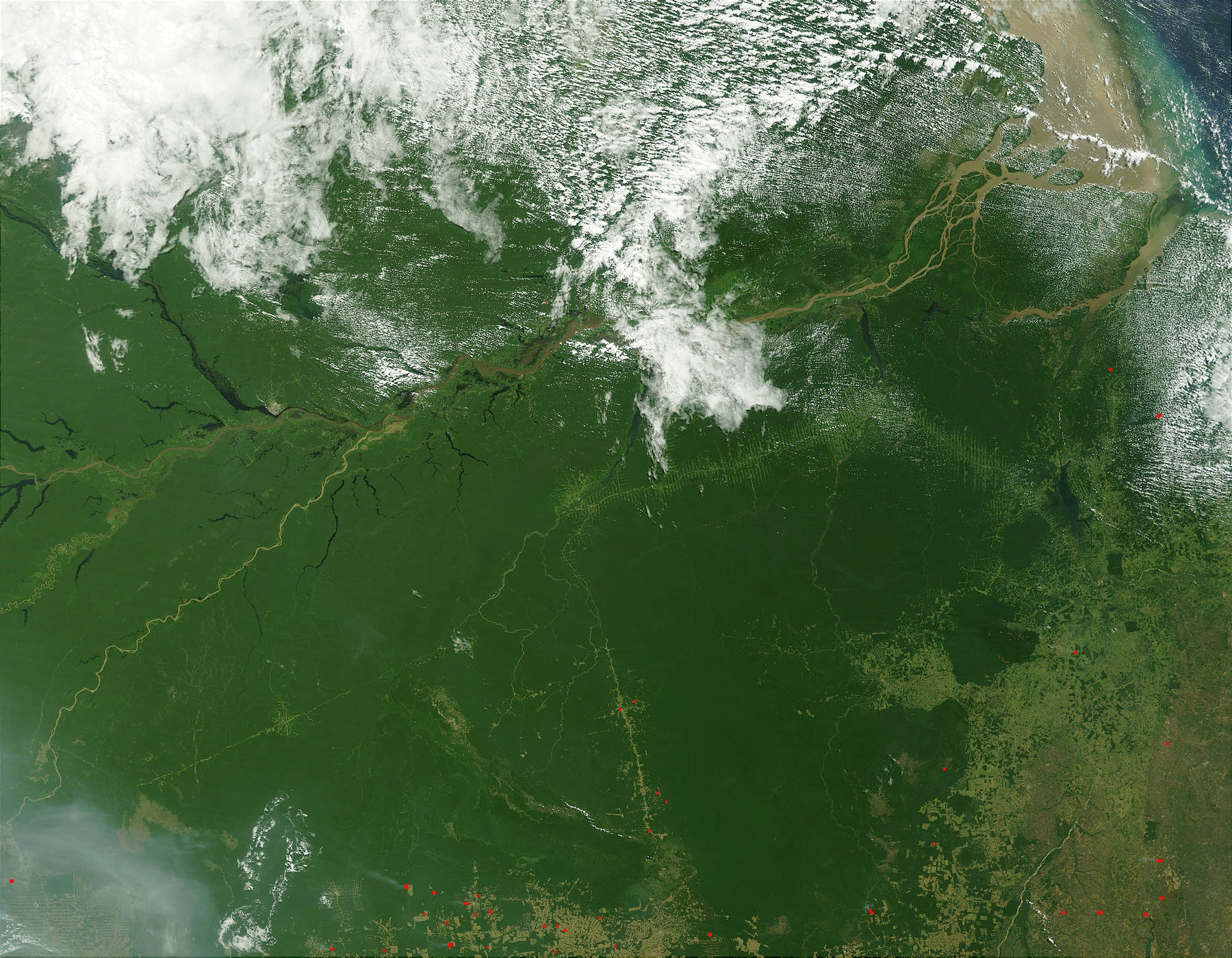
Nuages au-dessus de la forêt Amazonienne

La météorologie forestière est l'étude des interactions entre la forêt et l'atmosphère. Comme la météorologie agricole, elle est du domaine de la micrométéorologie et de la biométéorologie de par le fait qu'elle est locale et qu'elle prend en compte la végétation existante. Il s'agit de la prise de données et de la prévision météorologique qui influence le milieu forestier, surtout les dangers de feu de forêt.

## Données
La mise en service de stations météorologiques forestières a pour but de recueillir les données qui influencent la croissance des arbres, des insectes ravageurs et des conditions d'inflammabilité. Ces stations mesurent la température, l’humidité relative, les vents, la pollution, l’ensoleillement, les précipitations et leur accumulation (pluie, neige, verglas), etc. Elles peuvent également ajouter des données spécifiques à la foresterie comme l'humidité des sols, la litière de feuilles au sol ainsi que l'évapotranspiration des plantes et des sols.

## Prévision
Les données prises par les stations sont fusionnées à celles obtenues par les services météorologiques pour faire une prévision des conditions de nuages, de vents et de précipitations durant les prochains jours. De plus, on calcule des indices reliés à la foresterie comme l'indice d'inflammabilité et l'indice de développement de certains insectes ravageurs. Ces derniers permettront aux administrateurs des forêts de mieux gérer les travaux à faire, à coordonner les équipes de lutte aux incendies et de faire les épandages d'insecticides au temps le plus favorable.